# Барвинок
Барви́нок (лат. Vínca) — род стелющихся полукустарников или многолетних трав семейства Кутровые (Apocynaceae).
Представители рода встречаются в Европе, Азии и Северной Африке.

## Ботаническое описание
Вечнозелёные или зимнезелёные или листопадные стелющиеся полукустарники или травы с прямостоячими цветущими побегами.
Листорасположение супротивное.
Цветки довольно крупные, большей частью синие, одиночные, в пазухах листьев. Чашечка маленькая, глубоко пятинадрезанная, лопасти узкие, острые, при основании или несколько выше с двумя маленькими зубчиками. Венчик сростнолепестный, воронковидный, с пятираздельным колесовидным отгибом, лопасти которого согнуты влево, с длинной цилиндрической тонкой трубкой, в середине немного расширенной, в зеве голой или опушенной. Тычинок 5, с толстыми согнутыми нитями, прикрепленными к средине трубки венчика; пыльники короткие, расширенные, с толстоватым, наверху расширенным связником, прилегают к широкому рыльцу, нектарных железок две, сросшихся с завязью, округлых. Пестик из двух плодолистиков; завязь с 6—8 семяпочками.
Плод — две цилиндрических листовки. Семена без хохолка, цилиндрические с прямым зародышем, окруженным эндоспермом.
| |  |  |  |
| Слева направо. Побег с листьями и цветком (Vinca difformis). Листья (наверху Барвинок малый, внизу Барвинок большой). Цветки (Барвинок малый). Семена (Барвинок большой). |  |  |  |

## Значение и применение

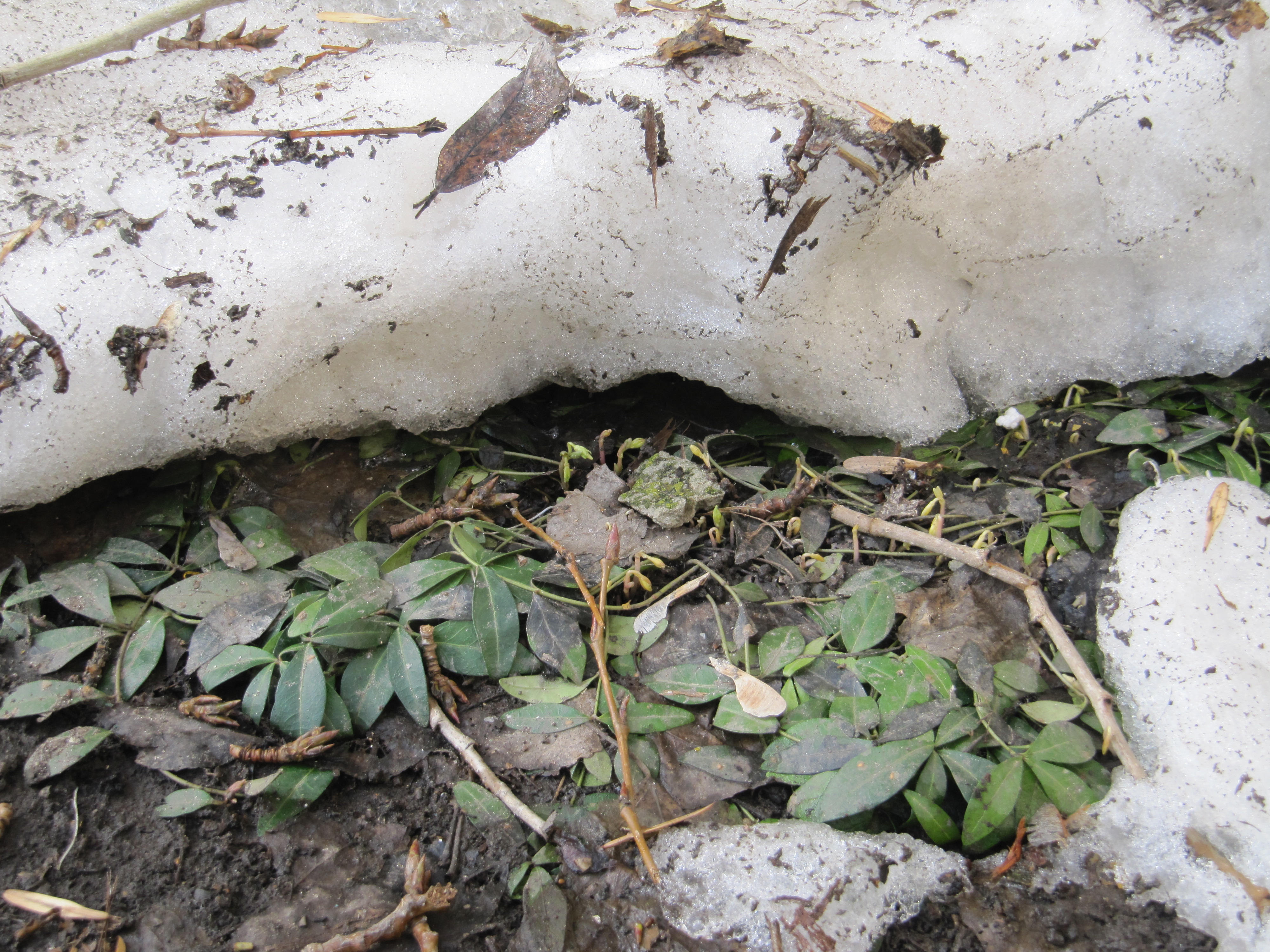
Снег тает, видны зелёные листочки барвинка

Листья барвинка отличаются удивительной прочностью и живучестью, сохраняя свежий вид даже под снегом, поэтому перенесённый из леса в сады и парки барвинок стал[где?] символом жизненной силы, а посаженный на кладбищах — символом вечной любви и доброй памяти.
Подобно душистой фиалке, он рано распускается весной, но мало кто обращает на него внимание[прояснить]. По преданию, он (барвинок) пожаловался на свою участь богине Флоре, и та подарила ему цветы крупнее, а жизнь дольше, чем у фиалки, и дала скромной вестнице весны имя Первинка (победительная).
Неувядающему растению издавна приписывалась особая волшебная сила. В Австрии и Германии венки из барвинка использовали для гадания на замужество; повешенные над окнами, они предохраняли дом от удара молнии. Цветы, собранные между Успением и Рождеством Богородицы, якобы обладали свойством прогонять всякую нечисть: их носили на себе или вешали над входной дверью. В средние века в суде с помощью барвинка проверяли, не имеет ли обвиняемый связи с дьяволом. Венки из барвинка малого (его называли «фиалкой мертвецов», так как из него плели венки на могилы), повешенные над входом, якобы помогали обнаружить ведьму. Всеми этими магическими свойствами барвинок обязан своей удивительной жизненной силе — он живёт, пока остаётся хоть капля воды в вазе (а другие цветы букета уже давно засохли), и если его вынуть из вазы и воткнуть в землю, то он быстро пустит корни.
Барвинок ядовит. 

В народной медицине барвинок употреблялся при диарее, кровотечении, чахотке, цинге, зубной боли. В местностях Пинских болот крестьяне употребляли отвар барвинка от колтуна. 
В гомеопатии применяется эссенция из свежего растения, которое должно быть собрано в начале цветения.

### Противоопухолевые алкалоиды
Барвинок розовый (лат. Vinca Rosea Linn L.) содержит группу противоопухолевых алкалоидов Барвинка, оказывающие цитостатическое действие. Из них винбластин, винкристин и винорелбин отнесены к жизненно необходимым и важнейшим лекарственным средствам.

## Классификация

### Таксономия
Род Барвинок входит в трибу Vinceae подсемейства Rauvolfioideae семейства Кутровые (Apocynaceae) порядка Горечавкоцветные (Gentianales).
|  |                          |  |                                           |                                           |                             |  | ещё 4 подсемейства (согласно Системе APG II) | ещё 4 подсемейства (согласно Системе APG II) |                                      |  |         |  | ещё 7 родов | ещё 7 родов |  |
|  |                          |  |                                           |                                           |                             |  | ещё 4 подсемейства (согласно Системе APG II) | ещё 4 подсемейства (согласно Системе APG II) |                                      |  |         |  | ещё 7 родов | ещё 7 родов |  |
|  |                          |  |                                           | семейство Кутровые                        |                             |  |                                              |                                              | триба Vinceae                        |  |         |  |             |             |  |
|  |                          |  |                                           | семейство Кутровые                        |                             |  |                                              |                                              | триба Vinceae                        |  | 5 видов |  |             |             |  |
|  | порядок Горечавкоцветные |  |                                           |                                           | подсемейство Rauvolfioideae |  |                                              |                                              | род Барвинок                         |  |         |  |             |             |  |
|  | порядок Горечавкоцветные |  |                                           |                                           |                             |  |                                              |                                              |                                      |  |         |  |             |             |  |
|  |                          |  | ещё 4 семейства (согласно Системе APG II) | ещё 4 семейства (согласно Системе APG II) |                             |  |                                              | ещё 8 триб (согласно Системе APG II)         | ещё 8 триб (согласно Системе APG II) |  |         |  |             |             |  |
|  |                          |  |                                           | ещё 4 семейства (согласно Системе APG II) |                             |  |                                              |                                              | ещё 8 триб (согласно Системе APG II) |  |         |  |             |             |  |

### Виды
Согласно данным сайта Королевских ботанических садов Кью род насчитывает 5 видов:
- Vinca difformis Pourr.;
- Vinca erecta Regel & Schmalh. — Барвинок прямой;
- Vinca herbacea Waldst. & Kit. — Барвинок травянистый, встречается на юго-западе России; растение со стелющимися цветущими и нецветущими побегами и фиолетовым венчиком с островатыми долями;
- Vinca major L. typus[7] — Барвинок большой;
- Vinca minor L. — Барвинок малый, хрещатий барвинок, могильница (в средней и южной России), с прямостоящими цветущими побегами, зимнезелёными листьями и светло-голубым венчиком с тупо срезанными долями отгиба.

## В культуре
Барвинок наряду с бархатцами , калиной, мальвой входит в число растений, которые считаются символами Украины. По легенде, он получил название в честь влюблённых — юноши Бара и девушки Винки. Этот цветок — один из самых популярных в украинском народном творчестве. Его принято вышивать на свадебных рушниках как символ любви, охраняющей брак, помогающий пронести любовь через житейские испытания и невзгоды — ведь барвинок остается живым и зеленым даже под снегом. Он воспринимался как символ вечности. Барвинок обязательно вплетали в свадебный венок, который славился как оберег, защищающий от беды и злого глаза. Учеными написано немало трудов о роли барвинка в фольклоре. Так, в статье «Барвинок и его связь с устным народным творчеством» Я. К. Заблоцкой и В. М. Мокиенко отмечается, что в украинских народных поверьях барвинок исполняет множество функций (в том числе как свадебный и как похоронный атрибут), он часто упоминается в народных песнях, пословицах и поговорках, выступая символом молодости, смерти, любви и пр.